# Tuckerella
Tuckerella är ett släkte av spindeldjur. Tuckerella ingår i familjen Tuckerellidae.
Tuckerella är enda släktet i familjen Tuckerellidae.
Kladogram enligt Catalogue of Life:
| Tuckerella | \| \| Tuckerella flabellifera \| \| \| \| \| \| Tuckerella litoralis \| \| \| \| |
|            | \| \| Tuckerella flabellifera \| \| \| \| \| \| Tuckerella litoralis \| \| \| \| |
|            | Tuckerella flabellifera                                                          |
|            |                                                                                  |
|            | Tuckerella litoralis                                                             |
|            |                                                                                  |